# Pseudohermonassa treati
Pseudohermonassa treati là một loài bướm đêm trong họ Noctuidae.